# Kolerakyrkogård

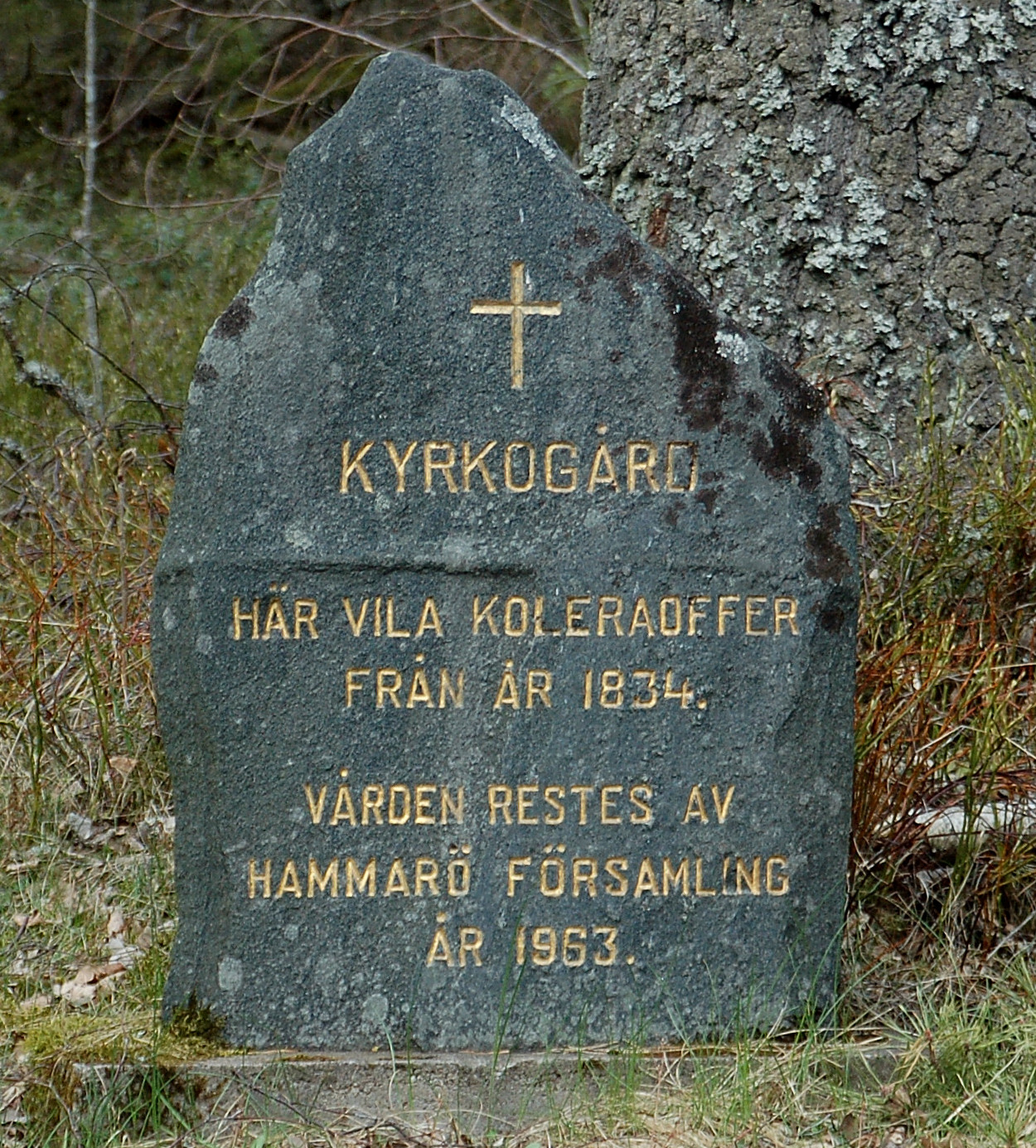
Minnesten vid kolerakyrkogården i Skoghall, Hammarö kommun.

En kolerakyrkogård var en typ av massgrav, där människor begravdes som avlidit under koleraepidemier. Gravarna kunde rymma många kistor.

## Historik
Kolera var i början av 1800-talet en mycket dödlig sjukdom, med återkommande epidemier. Eftersom orsaken till sjukdomen var okänd begravdes de ofta utanför de vanliga kyrkogårdarna och på platser där det inte fanns så mycket människor
I Frankrike utfärdade Napoleon Bonaparte 1804 ett dekret, Décret Impérial sur les Sépultures, (kallas även Edict of Saint-Cloud) som ämnade att modernisera begravningarna. Det blev förbjudet att begrava någon inne i en kyrka, tempel, sjukhus eller liknande byggnad och det blev också förbjudet att anlägga kyrkogårdar innanför stadsmurarna.
Även i Italien införde man reglerna som hade utfärdats i Frankrike och fick därigenom ett flertal kolerakyrkogårdar i anslutning till städerna.
När städer i USA drabbades av kolerapandemier användes befintliga kyrkogårdar men resulterade likväl i massgravar eftersom så många människor dog på mycket kort tid.

## Kolerakyrkogårdar i Sverige
År 1831 beslutades det i en kungörelse att särskilda kyrkogårdar, avsides belägna, skulle inrättas där de som avlidit i kolera kunde begravas. År 1834 drabbades Sverige av en stor koleraepidemi och många kolerakyrkogårdar härstammar från detta år.

### Som fornlämning
En kolerakyrkogård betraktas i de flesta fall som en fast fornlämning och skyddas därmed enligt kulturmiljölagen (KML).

### Lista över kolerakyrkogårdar i Sverige (efter landskap)
Blekinge:
- Karlshamns kolerakyrkogård

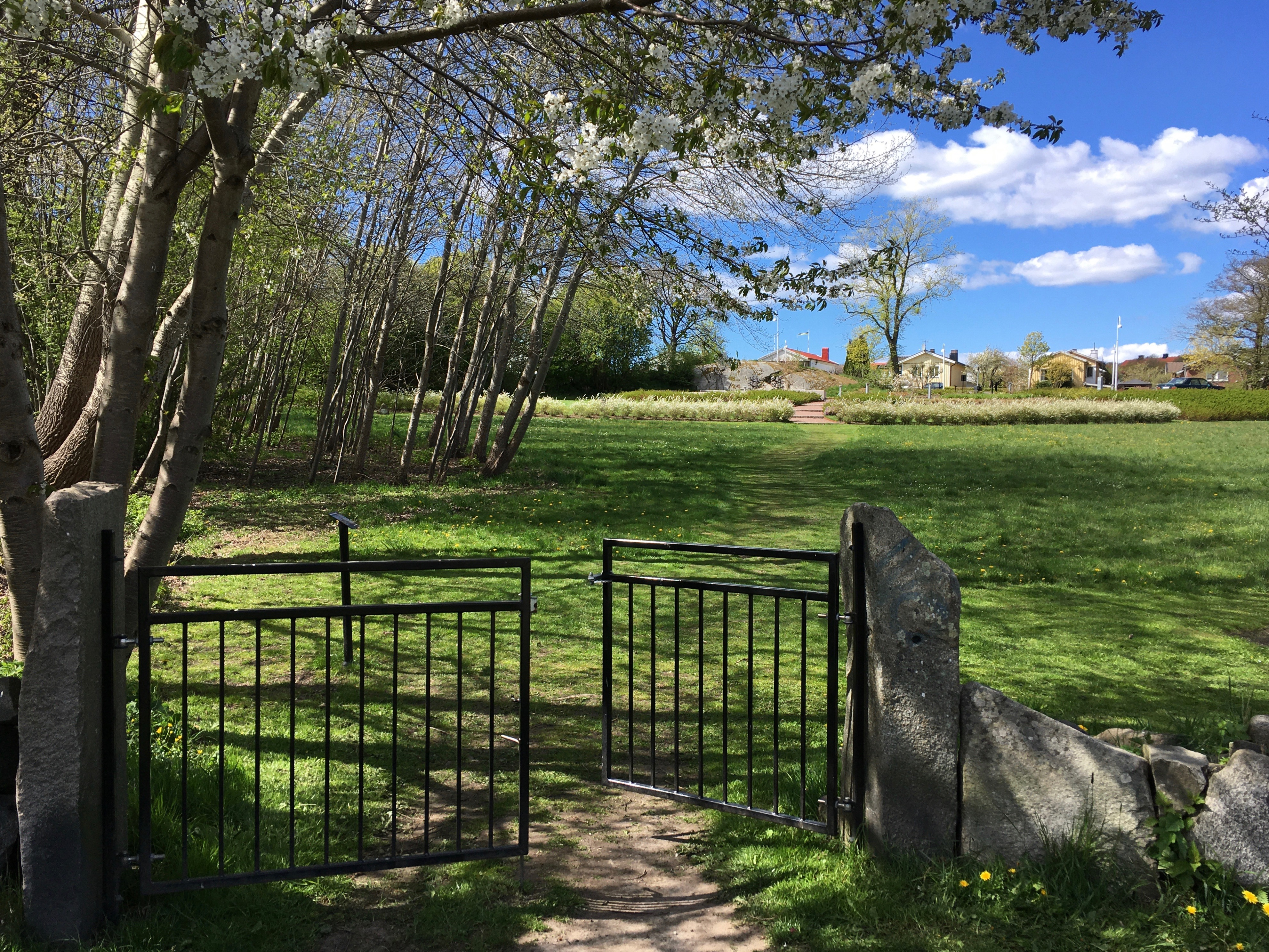
Kolerakyrkogården i Bräcke, Göteborg.

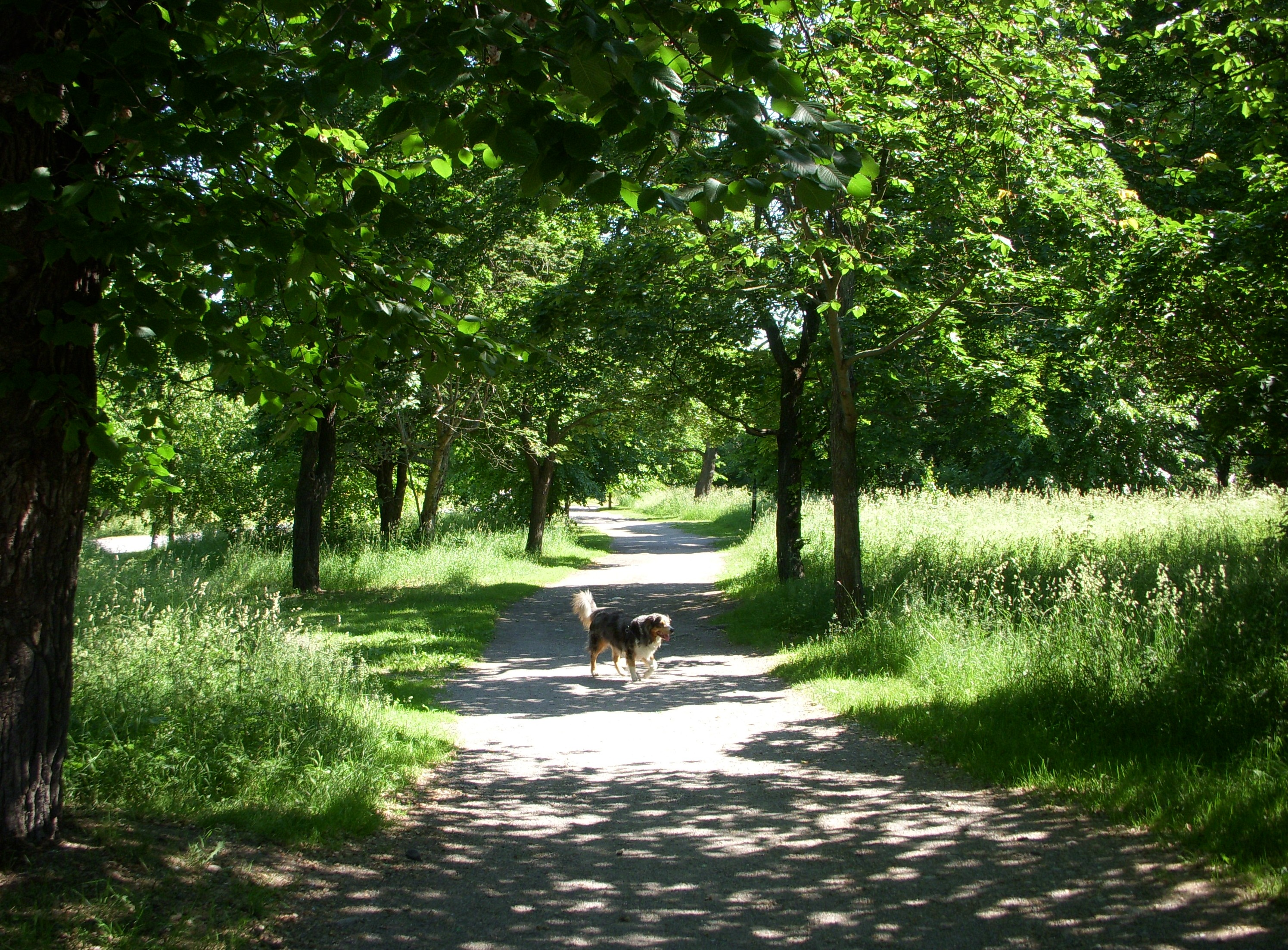
Kolerakyrkogården, Skanstull.

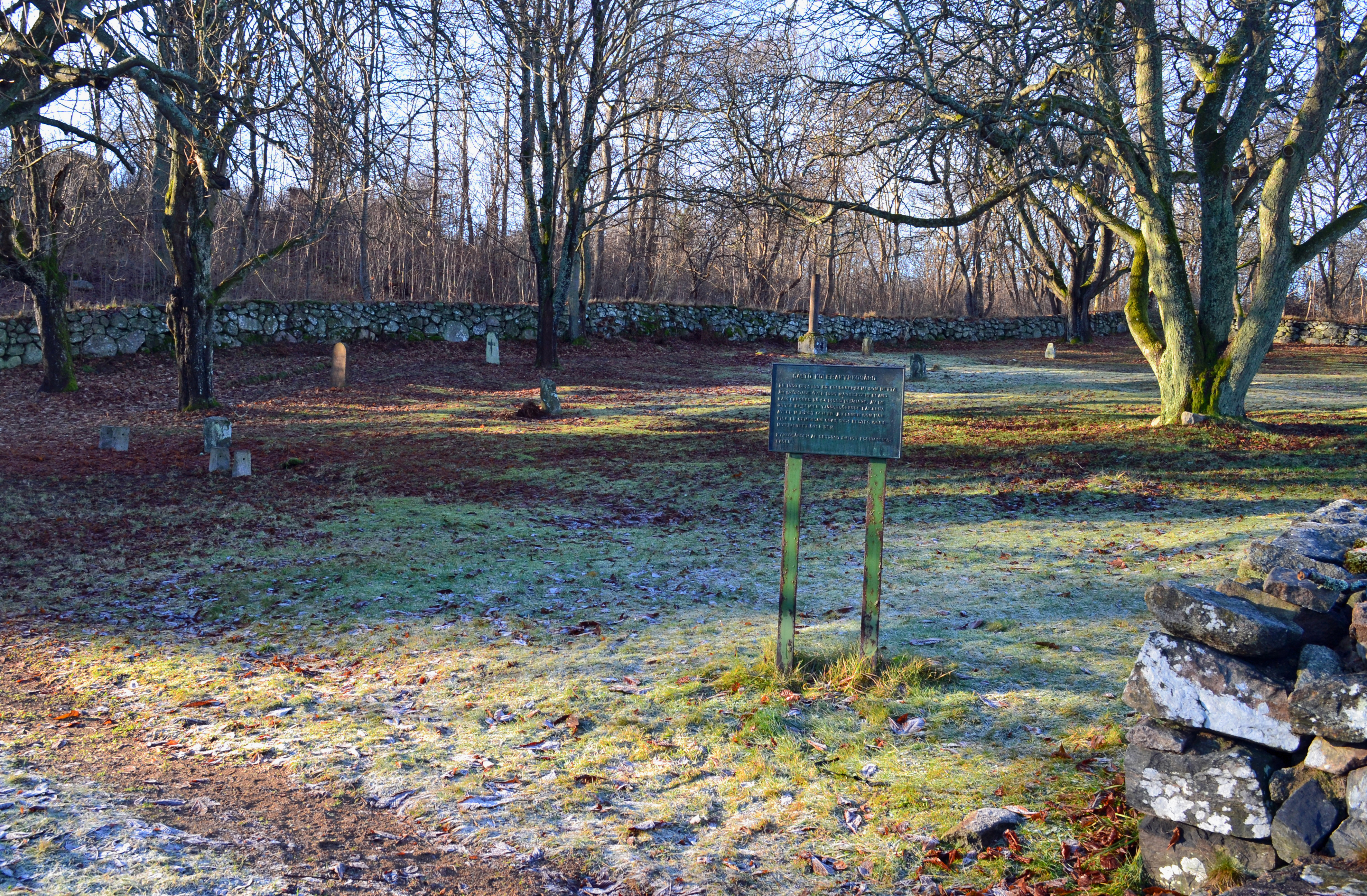
Kolerakyrkogården från 1853 på Saltö, Karlskrona.

- Mässingsholmens pestkyrkogård, Rödeby, 1711
- Kolerakyrkogården på Saltö, Karlskrona, använd under epidemin 1853

Bohuslän:
- Askums kolerakyrkogård, Sotenäs
- Kolerakyrkogården i Gravbackarna, Öddö
- Kolerakyrkogården Kapelle utanför Uddevalla
- Kolerakyrkogården i Kareby, Kungälv, 1834–1850
- Kårehogens kolerakyrkogård, Morlanda socken
- Rödbo kolerakyrkogård, Hisingen, existerade senast 1838

Dalarna:
- Söderbärke kolerakyrkogård

Dalsland:
- Kolerakyrkogården i Nössemark, Dals-Ed
- Åmåls kolerakyrkogård, 1832

Gotland:
- Enholmens kolerakyrkogård, med karantänsstation från 1831
- Kolerakyrkogården vid Ryssnäs på Fårö, i bruk 1853

Halland:
- Kolerakyrkogården i Tölö socken, Kungsbacka
- Gunnarsjö kolerakyrkogård, Varberg, 1834

Norrbotten:
- Kolerakyrkogård i Salmis by cirka 2 mil söder om Haparanda

Skåne:
- Kolerakyrkogården i Baskemölla, Gladsax socken
- Bjärreds kolerakyrkogård[6]
- Kolerakyrkogården i Brönnestad (numera i Sösdala församling)
- Everlövs kolerakyrkogård, Sjöbo, 1859
- Pest- och kolerakyrkogården på Ivö
- Kolerakyrkogården i Kristianstad, 1857
- Kolerakyrkogården i Råå, Ljung söder om Helsingborg, 1850

Småland:
- Järstorps kolerakyrkogård i Jönköping, 1830-tal
- Kolerakyrkogård i Oskarshamn, 1834

Södermanland:
- Kolerakyrkogården i Henriksdal, 1834
- Huddinge kolerakyrkogård
- Kolerakyrkogården på Öja
- Oxelösunds kolerakyrkogård
- Rumshamns kolerakyrkogård, Björkö
- Kolerakyrkogård på Segelholmen, Haninge kommun
- Kolerakyrkogården, Skanstull i Stockholm, använd under epidemierna 1834[7] och 1853. Hette Lantvärnskyrkogården innan 1834
- Kolerakyrkogården i Södertälje, anlagd 1853–1854
- Kolerakyrkogården i Torsåker, Gnesta, anlagd 1854
- Vibberholmens kolerakyrkogård i Nävekvarn, Nyköpings kommun, från mitten av 1800-talet

Uppland:
- Kolerakyrkogård på Kapellskär, 1894
- Kolerakyrkogården i Malen, Hållnäs socken
- Kolerakyrkogården vid Rumshamn på Björkö, Norrtälje kommun
- Kolerakyrkogård i Stadshagen, Stockholm
- Kolerakyrkogården i Uppsala
- Kolerakyrkogården i Vaxholm[8]

Värmland:
- Kolerakyrkogården i Arvika
- Gustavsviks kolerakyrkogård, Kristinehamn
- Kolerakyrkogården Skoghall. Kyrkogården, som är belägen på skogsmark, anlades 1834. Hammarö församling reste 1963 en vårdsten för att markera platsen för kyrkogården.
- Kolerakyrkogården vid Pannkakan, Forshaga kommun
- Väse kolerakyrkogård, Karlstads kommun
- Kolerakyrkogården i Östra Ämterviks socken, Sunne

Västerbotten:
- Holmsunds kolerakyrkogård

Västergötland:
- Agnetorps kolerakyrkogård, Tidaholms kommun
- Kolerakyrkogården i Björketorp i Rävlanda, Härryda, 1834
- Kolerakyrkogården i Bräcke, Göteborg, 1834
- Kolerakyrkogården i Dalsjöfors i Borås kommun, använd under perioden 1853–1859
- Kolerakyrkogården på Donsö i Göteborgs södra skärgård, 1834
- Forsviks kolerakyrkogård, Karlsborgs kommun, 1866
- Kolerakyrkogården i Fotskäl, Marks kommun
- Kolerakyrkogården i Hyssna, Marks kommun
- Kolerakyrkogården i Kallebäck vid Delsjön, Göteborg, 1866
- Kolerakyrkogården i Lunden, Göteborg, 1834
- Kolerakyrkogård i Marbogården, Norra Kedums socken
- Kolerakyrkogård i Redbergslid, Göteborg, 1834
- Rivö kolerakyrkogård, Göteborg
- Kolerakyrkogård i Trollhättan
- Kolerakyrkogården i Viared i Borås kommun, 1834
- Vänersborgs kolerakyrkogård
- Kolerakyrkogård vid Övre Husargatan, Göteborg, 1834

Västmanland:
- I Fagersta kommun finns kolerakyrkogårdar i Semla, Onsjö och Skeppmora
- Kolerakyrkogården i Frövi, Näsby socken
- Kolerakyrkogården i Himmeta socken, Köpings kommun
- Kolerakyrkogården i Näsby, Lindesberg
- Kolerakyrkogården i Surahammar, invigd 1848

Ångermanland:
- Kolerakyrkogården cirka 300 meter från Säbrå kyrka, Härnösand. Kyrkogården, som är belägen på skogsmark tillhörande kyrkan, anlades 1871 efter att Hårsta by hade drabbats av koleran. Den vårdas omsorgsfullt, och är något av ett besöksmål sommartid.

Östergötland:
- Kolerakyrkogården i Norrköping
- Pestkyrkogården vid Flöjsundet, Trännö

## Bildgalleri

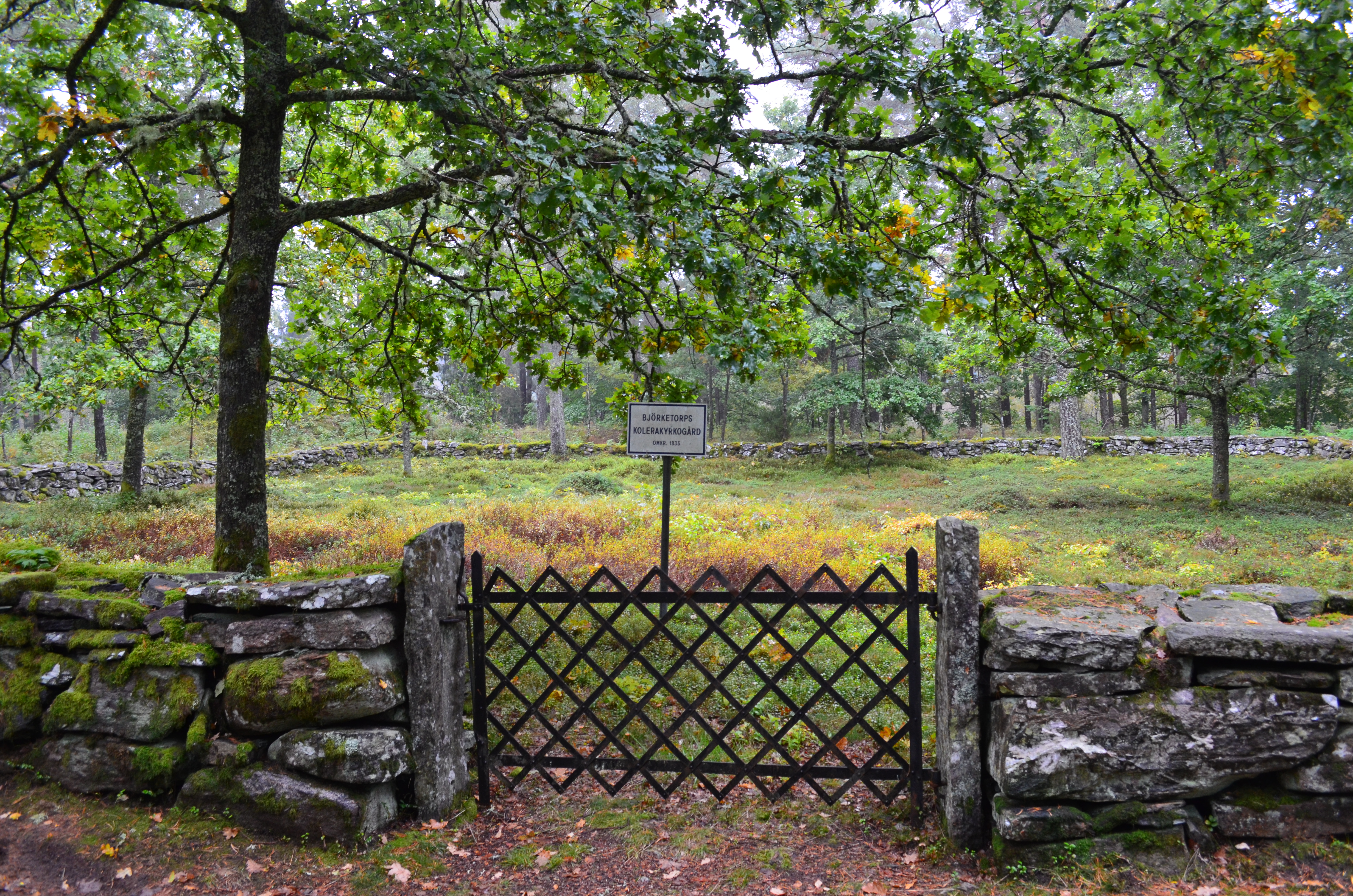
Grinden till Björketorps kolerakyrkogård i Härryda.
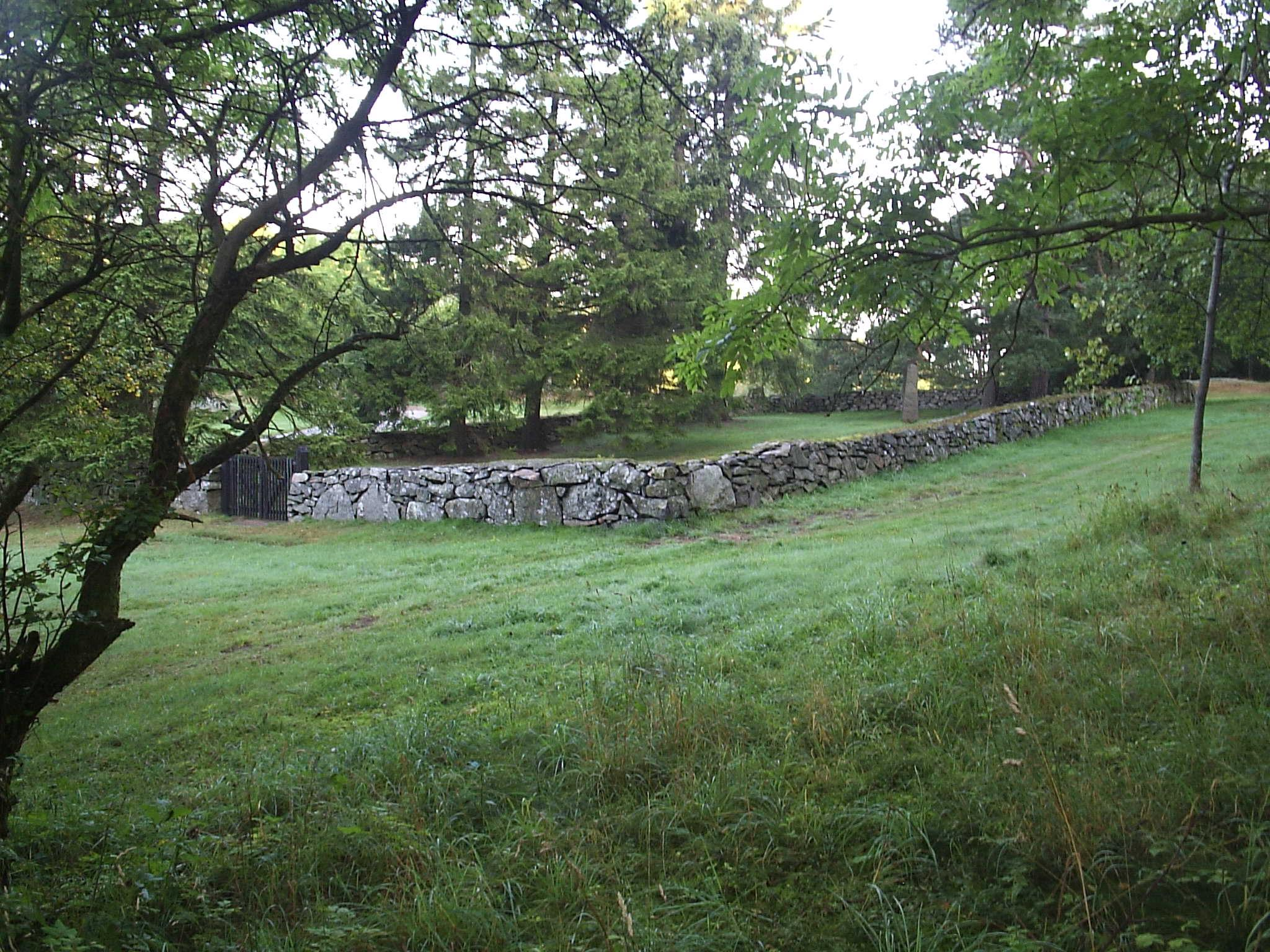
Kolerakyrkogården i Kallebäck från 1866, vid Delsjön, Göteborg.
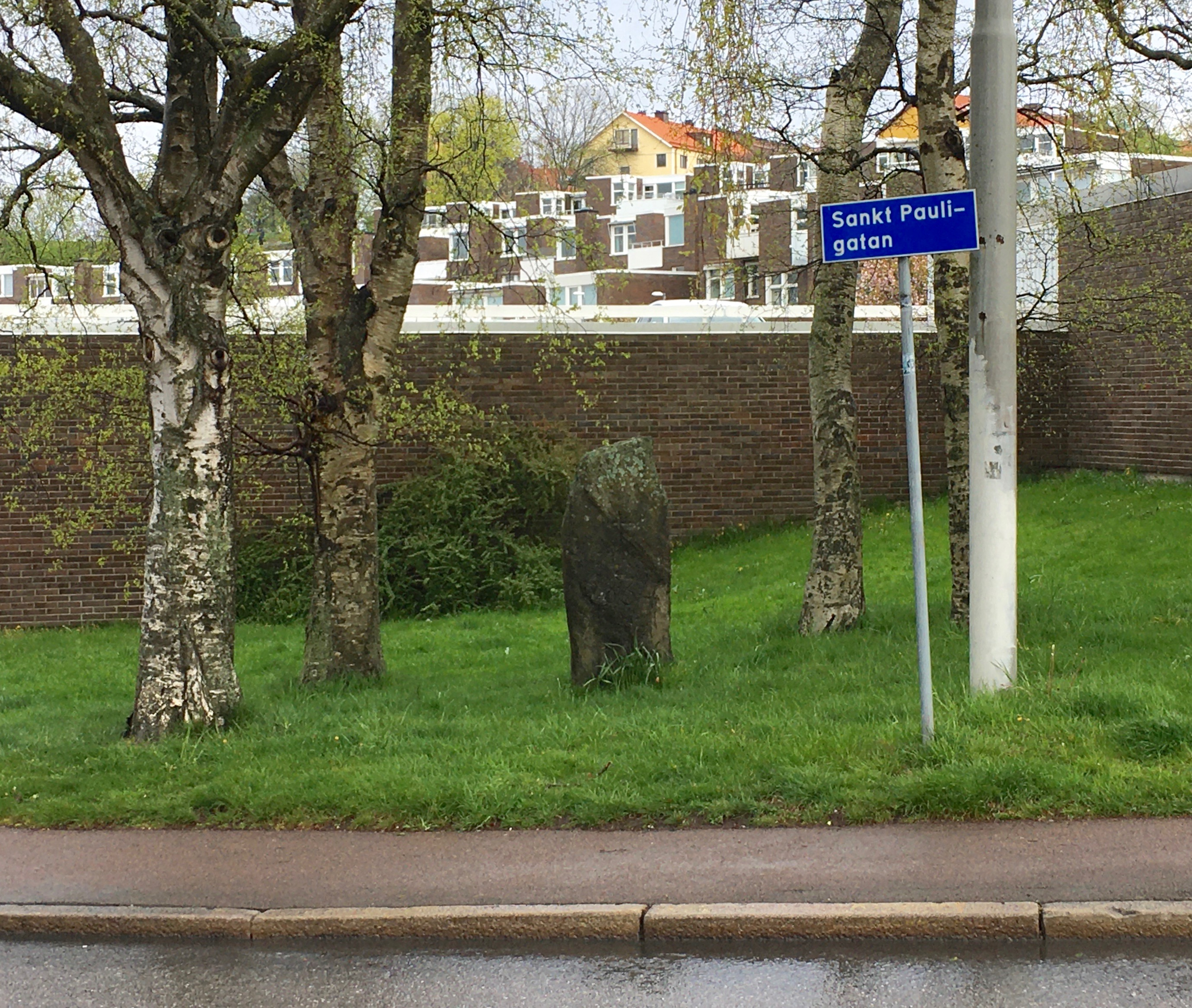
Minnessten vid kolerakyrkogården i Lunden, Göteborg.
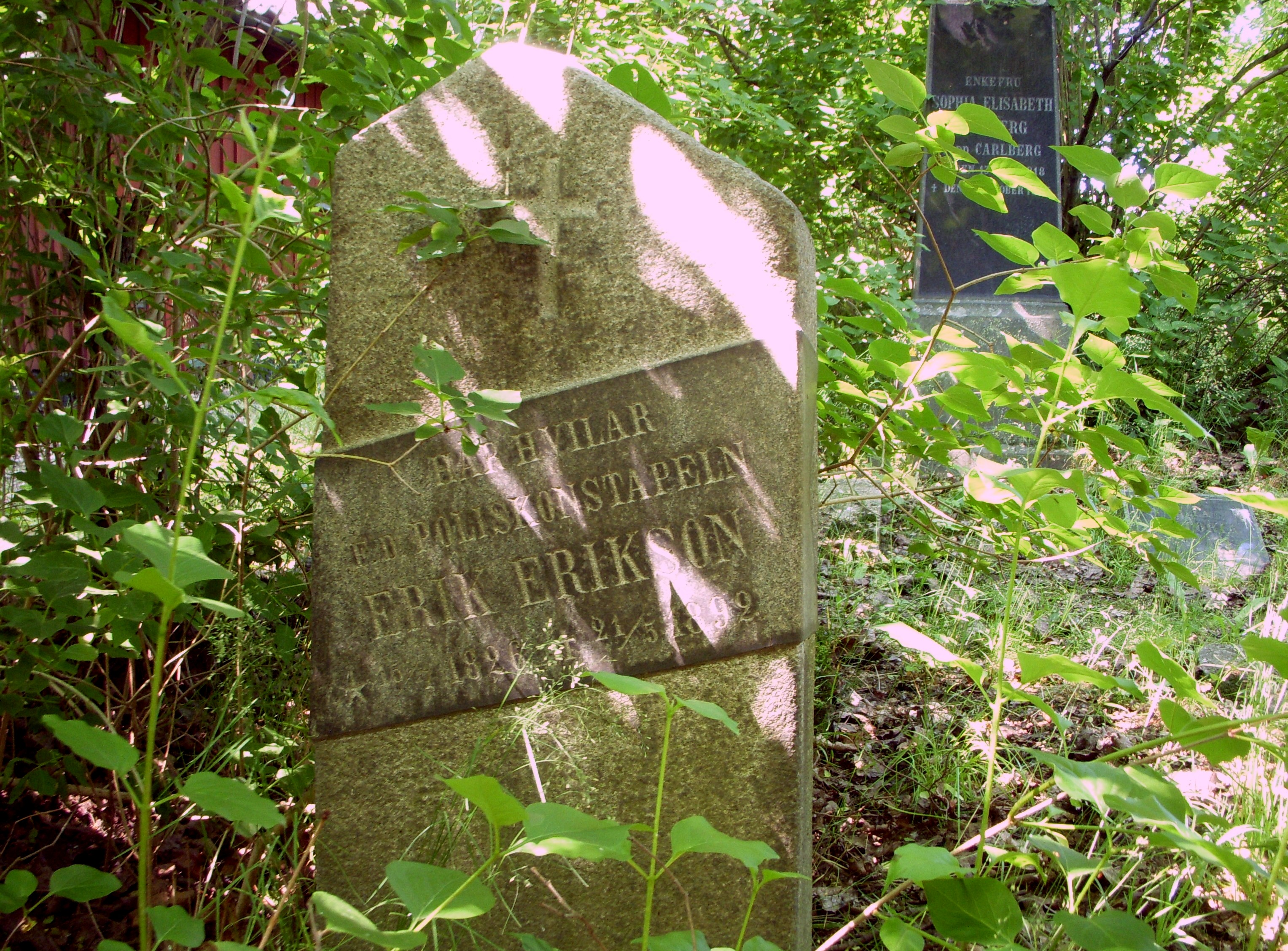
Kolerakyrkogården vid Skanstull i Stockholm från 1834 och 1853.